# ماسيمو ماورو
ماسيمو ماورو (24 مايو 1962 بقطنصار في إيطاليا - ) (بالإيطالية: Massimo Mauro)‏ هو سياسي ولاعب كرة قدم إيطالي في مركز الوسط، شارك في الألعاب الأولمبية الصيفية 1988. وشارك مع منتخب إيطاليا تحت 21 سنة لكرة القدم. أما مع النوادي، فقد لعب مع نادي أودينيزي ونادي كاتانزارو ونادي نابولي ويوفنتوس.

## وصلات خارجية
- ماسيمو ماورو على موقع الاتحاد الدولي (مؤرشف)  (الإنجليزية)
- ماسيمو ماورو على موقع قاعدة بيانات كرة القدم.إي يو (الإنجليزية)
- ماسيمو ماورو على موقع عالم كرة القدم.نت (الإنجليزية)
- ماسيمو ماورو على موقع أوليمبيديا (الإنجليزية)